# Salem-Killenweiher

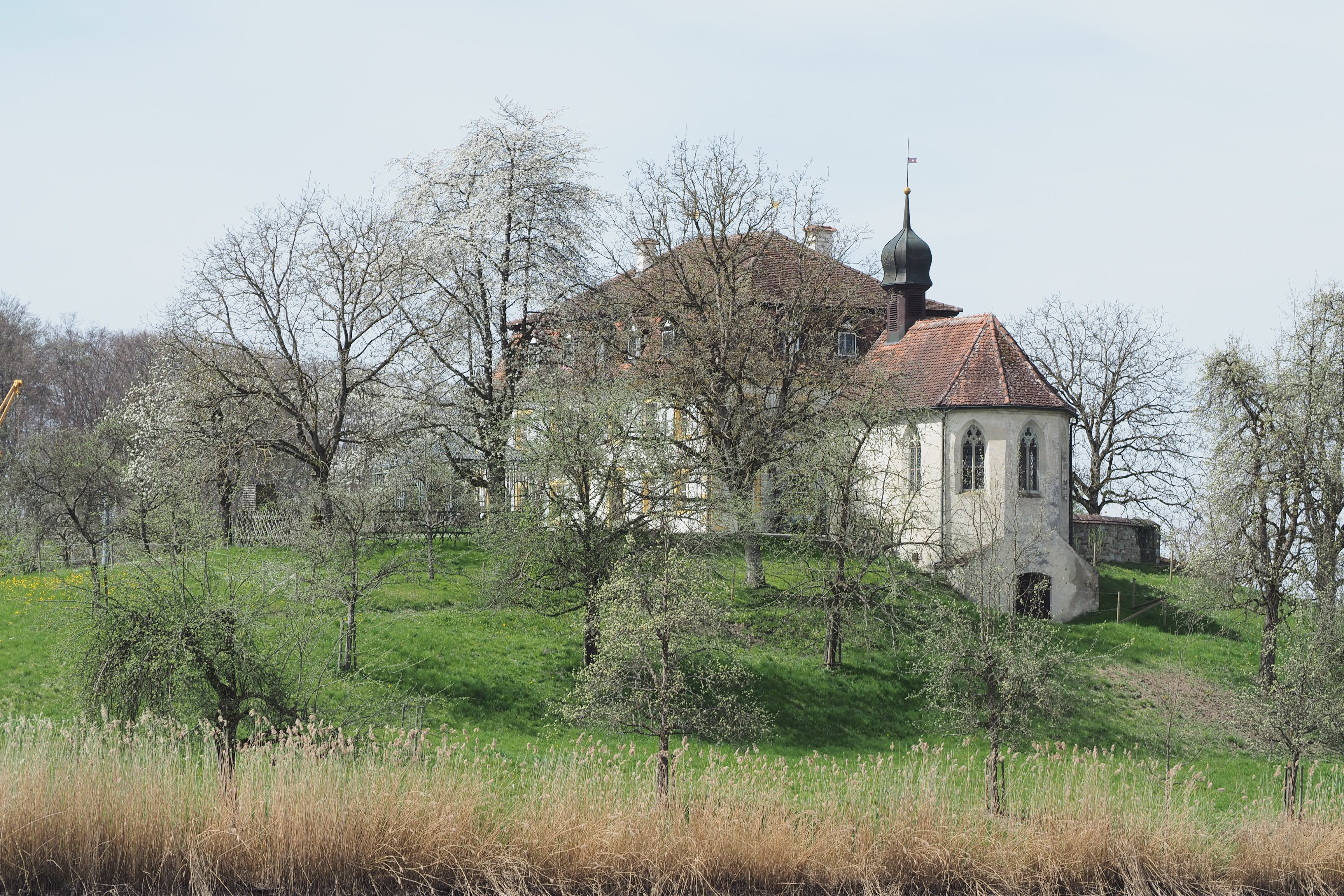
Schloss Killenberg und Kapelle am Salemer Killenweiher

Das Gebiet Salem-Killenweiher ist ein mit Verordnung vom 17. September 1951 des Landratsamts Bodenseekreis als untere Naturschutzbehörde ausgewiesenes Landschaftsschutzgebiet (LSG-Nummer 4.35.030) im Bereich der baden-württembergischen Gemeinde Salem im Bodenseekreis in Deutschland.

## Lage
Das rund 543 Hektar große Landschaftsschutzgebiet Salem-Killenweiher gehört naturräumlich zum Linzgau. Es erstreckt sich westlich der Ortsteile Salem und Mimmenhausen über eine Länge von rund fünfeinhalb Kilometern zwischen der Landesstraße 205 im Norden und der Kreisstraße 7782 im Süden. Zum Gebiet gehören unter anderem der namensgebende Killenweiher, Bifang-, Martins- und Markgräfinweiher sowie Teile des Tüfinger Waldes und des Banzenreuter Waldes.
Die Salemer Klosterweiher sind Teil des 2003 ausgewiesenen, gleichnamigen Europäischen Vogelschutzgebietes.

## Geologie
In der Würm-Eiszeit, vor etwa 20.000 Jahren, prägte der Rhein-Vorlandgletscher das Gebiet nördlich des Bodensees. Die Drumlins stellen hier heute die typische Geländeform der Endmoränenlandschaft dar.

## Schutzzweck
Wesentlicher Schutzzweck ist die Erhaltung der Landschaft um den Schlossbezirk mit Forsterhof, Krankenhalde, Kirchberghölzle, Leopoldshöhe, Scheuerbuch, Spitznagelhof, Wacholderbühl und den oben genannten Weihern.